# Platypelta
Platypelta (il cui nome significa "scudo largo") è un genere estinto di dinosauro ankylosauride vissuto nel Cretaceo superiore, circa 77,5-76,5 milioni di anni fa (Campaniano), in quella che oggi è la Formazione Dinosaur Park, nel sud dell'Alberta, Canada. Il genere contiene una singola specie, ossia P. coombsi, i cui fossili erano stati precedentemente assegnati ad Euoplocephalus.

## Descrizione

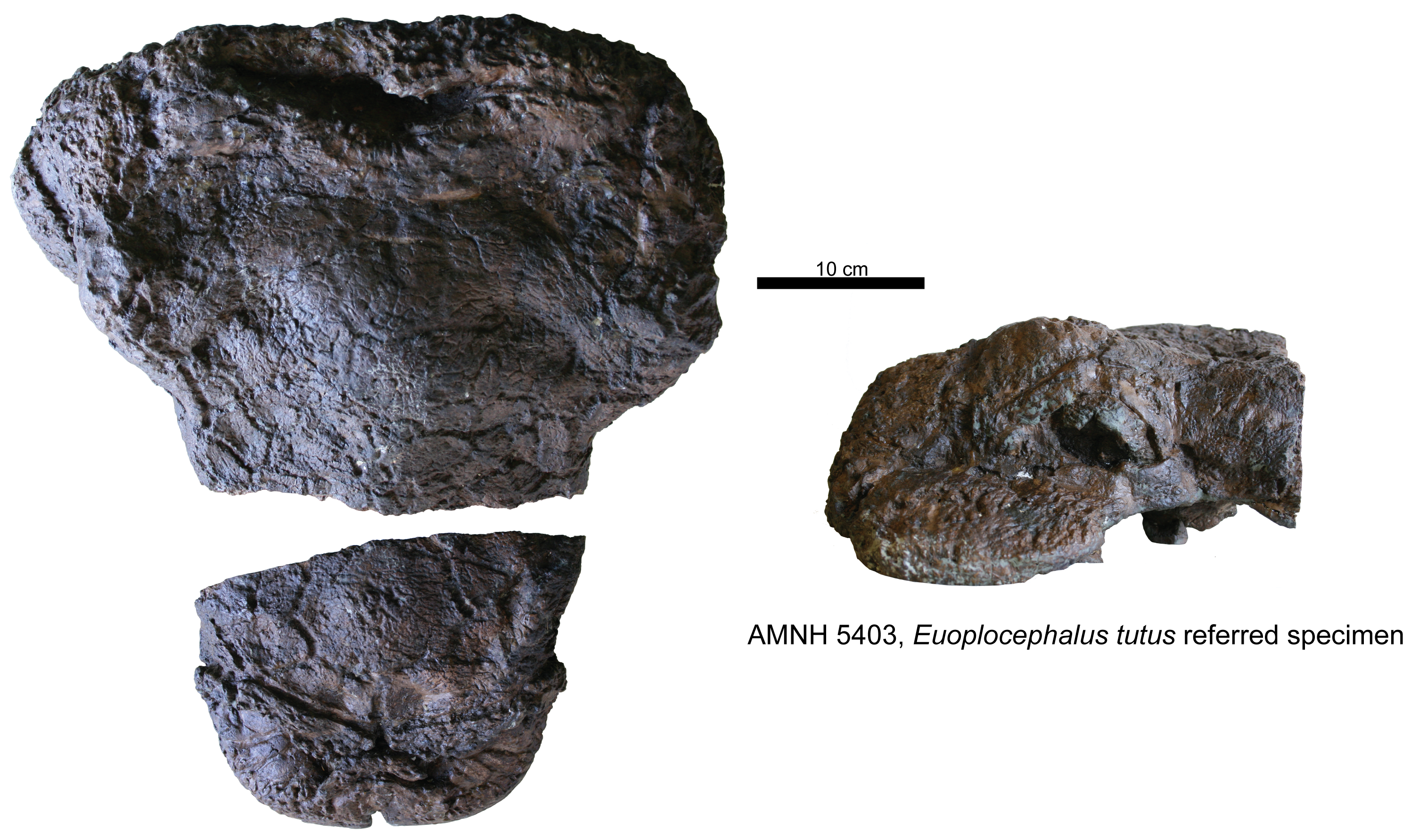
Cranio di P. coombsi (AMNH 5403)

Il Platypelta è un ankylosauride piuttosto grande, le cui dimensioni sono state stimate a 6 metri (19,6 piedi) di lunghezza.
Secondo Penkalski, il Platypelta è caratterizzato da un determinato numero di autapomorfie. Alcuni degli osteodermi dell'armatura del dorso sono grandi, lunghi più di 25 centimetri (9,8 pollici) e con una superficie superiore ruvida con una chiglia affilata che continua in una forma appuntita a forma di becco. Il cranio ha una forma vagamente triangolare, e il muso si restringe appena dopo le orbite. La parte superiore del becco è arrotondata e relativamente piccola. I vomeri sul lato anteriore si sovrappongono alla parte inferiore posteriore delle premascelle fuse. Nella parte posteriore del cranio, il condilo occipitale è grande. Le corna squamose, agli angoli posteriori del tetto del cranio, sono basse e ruvide con una base ampia e un punto snocciolato che si estende fino alle spalle. Le corone dei denti sono fortemente dentellate. Nell'avambraccio, l'ulna è lunga e relativamente esile. Nel bacino, la lama anteriore dell'ileo si piega leggermente verso il basso. Il piede è robusto con artigli ad arco. Sul primo semianello cervicale (la fascia dell'armatura trasversale che protegge la parte antero-superiore del collo), gli osteodermi mediani accoppiati sono allungati e parzialmente incisi con una proiezione conica. Sul primo semianello cervicale, gli osteodermi laterali hanno una chiglia curva ma non ondulata di cui l'apice sporge verso la parte posteriore.

## Classificazione
Nell'analisi cladistica di Penkalski (2018), il Platypelta è stato posto all'interno della famiglia Ankylosauridae, più precisamente nella sottofamiglia Ankylosaurinae. All'interno di quest'ultima il Platypelta è un membro del clade Euoplocephalini. Nell'albero evolutivo l'animale è collocato sopra Scolosaurus, ma sotto Dyoplosaurus.

## Storia della scoperta

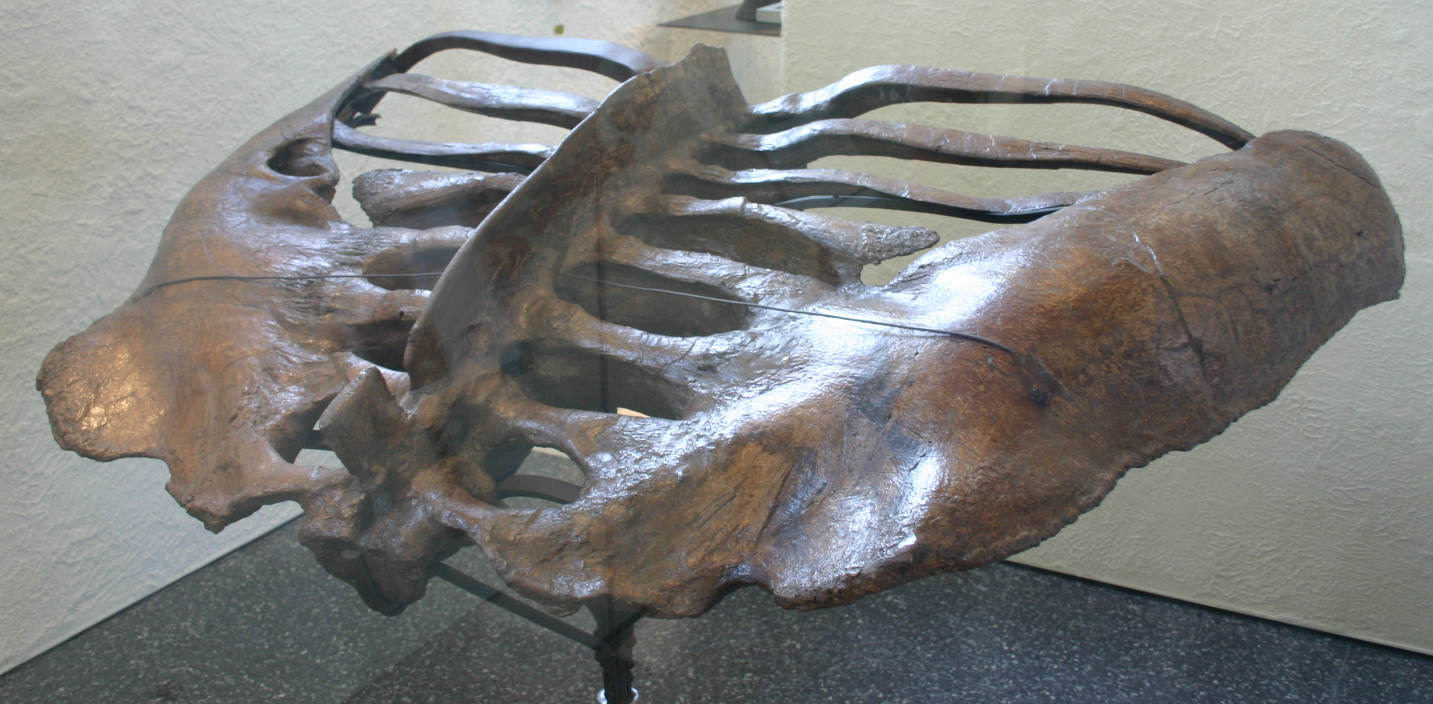
Bacino dell'esemplare tipo

Nel 1914, Barnum Brown e Peter Kaisen, per conto dell'American Museum of Natural History, eseguirono degli scavi in Alberta presso Sand Creek vicino al fiume Red Deer, otto miglia a sud est di Steveville, riportando così alla luce uno scheletro d'ankylosauro, l'esemplare AMNH 5337. Nel 1971, l'esemplare venne assegnato al genere Euoplocephalus tutus da Walter Preston Coombs. Nel 2001, tuttavia, Paul Penkalski concluse che questo scheletro era quasi identico ad un altro esemplare, AMNH 5403, e che entrambi probabilmente rappresentavano un taxon separato. Nel 2013, Victoria Megan Arbor e Philip Currie hanno continuato a riferirsi all'esemplare come Euoplocephalus, poiché AMNH 5337 differiva da Scolosaurus e Dyoplosaurus nella regione pelvica.
Nel 2018, Penkalski pubblicò uno studio contenente un'analisi cladistica di tali esemplari. In esso, AMNH 5337 e AMNH 5403 sono stati recuperati in una posizione diversa dagli esemplari di Euoplocephalus tutus (esemplari CMN 210, UALVP 31 e AMNH 5406). Per questo Penkalski nominò un genere distinto appositamente per gli esemplari AMNH 5337 e AMNH 5403: ossia Platypelta, con specie tipo Platypelta coombsi. Il nome generico deriva dalla parola greca platys ossia "largo" e plate ossia "scudo", in riferimento agli ampi osteodermi. Il nome specifico, coombsi, onora invece Walter P. Coombs Jr., un ricercatore che ha aperto la strada allo studio degli ankylosauri nel tardo XX secolo.
L'olotipo, AMNH 5337, è stato trovato in uno strato della Formazione Dinosaur Park ad un'altitudine di 667 metri, che indica un'età di circa 76,8 milioni di anni. L'olotipo consiste in uno scheletro con teschio, privo della coda e degli arti posteriori. L'esemplare rappresenta un individuo adulto e avanti con l'età, come dimostrato dallo stato di fusione delle costole, della cintura scapolare, dalle superfici d'articolazione ruvide e dall'armatura ruvida.
Anche gli esemplari AMNH 5403, CMN 8876, ROM 788 e ROM 813 sono stati riferiti a Platypelta. L'esemplare AMNH 5403 consiste nella metà anteriore di uno scheletro con cranio, purtroppo compresso in modo grave. All'esemplare è associato anche una piccola mazza caudale, ma Penkalski dubitava della connessione, sottolineando che la mazza caudale non era né segnata né menzionato nel catalogo d'accessione. L'esemplare CMN 8876 è composto da un teschio che conserva un singolo dente. L'esemplare ROM 788 è una mazza caudale. L'esemplare ROM 813 è uno scheletro privo di cranio ma contenente l'intero dorso, gli arti anteriori e gli arti posteriori. Oltre ad un gran numero di osteodermi, l'esemplare conserva anche delle impressioni di pelle. L'esemplare è stato diviso in tre blocchi che non sono stati completamente preparati per conservare le impressioni di pelle. Già nel 2001, Penklasli ipotizzò che questi esemplari potessero rappresentare un taxon diverso da Euoplocephalus.